# Sankt Veit an der Glan (huyện)
Huyện Sankt Veit an der Glan là một huyện hành chính ở bang Carinthia, Áo.

## Các cộng đồng dân cư
Huyện này được chia thành 20 đô thị, 4 trong số đó là thị xã và 9 trong số đó là phố thị (market town).

### Thị xã
- Althofen (4.732)
  - Aich, Althofen, Eberdorf, Epritz, Krumfelden, Muraniberg, Rabenstein, Rain, Töscheldorf, Treibach
- Friesach (5.462)
  - Dobritsch, Dobritsch, Dörfl, Engelsdorf, Friesach, Gaisberg, Grafendorf, Guldendorf, Gundersdorf, Gunzenberg, Gwerz, Harold, Hartmannsdorf, Hundsdorf, Ingolsthal, Judendorf, Kräuping, Leimersberg, Mayerhofen, Moserwinkl, Oberdorf I, Oberdorf II, Olsa, Pabenberg, Reisenberg, Roßbach, Sattelbogen, Schratzbach, Schwall, Silbermann, St. Johann, St. Salvator, St. Stefan, Staudachhof, Stegsdorf, Timrian, Wagendorf, Wels, Wiegen, Wiesen, Zeltschach, Zeltschachberg, Zienitzen, Zmuck
- Sankt Veit an der Glan (12.839)
  - Affelsdorf, Aich, Altglandorf, Arndorf, Baardorf, Baiersdorf, Beintratten, Blintendorf, Dellach, Draschelbach, Eberdorf, Galling, Gersdorf, Glandorf, Holz, Hörzendorf, Karlsberg, Karnberg, Laasdorf, Lebmach, Mairist, Milbersdorf, Muraunberg, Niederdorf, Pflugern, Pörtschach am Berg, Preilitz, Projern, Radweg, Raggasaal, Ritzendorf, St. Andrä, St. Donat, St. Veit an der Glan, Streimberg, Tanzenberg, Ulrichsberg, Unterbergen, Untermühlbach, Unterwuhr, Wainz
- Straßburg (2.335)
  - Bachl, Buldorf, Dielach, Dobersberg, Dörfl, Drahtzug, Edling, Gassarest, Glabötsch, Gruschitz, Gundersdorf, Hackl, Hausdorf, Herd, Hohenfeld, Höllein, Kraßnitz, Kreuth, Kreuzen, Kulmitzen, Langwiesen, Lees, Lieding, Machuli, Mannsdorf, Mellach, Mitterdorf, Moschitz, Olschnitz, Olschnitz-Lind, Olschnögg, Pabenberg, Pöckstein-Zwischenwässern, Pölling, Ratschach, Schattseite, Schmaritzen, Schneßnitz, St. Georgen, St. Jakob, St. Johann, St. Magdalen, St. Peter, Straßburg-Stadt, Unteraich, Unterfarcha, Unterrain, Wildbach, Wilpling, Winklern

### Các phố thị
- Brückl (3.110)
  - Brückl, Christofberg, Eppersdorf, Hart, Hausdorf, Johannserberg, Krainberg, Krobathen, Labegg, Michaelerberg, Oberkrähwald, Ochsendorf, Pirkach, Salchendorf, Schmieddorf, Selesen, St. Filippen, St. Filippen, St. Gregorn, St. Ulrich am Johannserberg, Tschutta
- Eberstein (1.505)
  - Baumgarten, Eberstein, Gutschen, Hochfeistritz, Kaltenberg, Kulm, Mirnig, Rüggen, St. Oswald, St. Walburgen
- Gurk (1.311)
  - Dörfl, Finsterdorf, Föbing, Gassarest, Glanz, Gruska, Gurk, Gwadnitz, Hundsdorf, Kreuzberg,Krön, Masternitzen, Niederdorf, Pisweg, Ranitz, Reichenhaus, Straßa, Sutsch, Zabersdorf, Zedl, Zedroß, Zeltschach
- Guttaring (1.565)
  - Baierberg, Dachberg, Deinsberg, Dobritsch, Gobertal, Guttaring, Guttaringberg, Höffern, Höffern, Hollersberg, Maria Hilf, Oberstranach, Rabachboden, Ratteingraben, Schalkendorf, Schelmberg, Schrottenbach, Sonnberg, St. Gertruden, Übersberg, Urtl, Urtlgraben, Verlosnitz, Waitschach, Weindorf
- Hüttenberg (1.804)
  - Andreaskreuz, Gobertal, Gossen, Heft, Hinterberg, Hüttenberg, Hüttenberg Land, Jouschitzen, Knappenberg, Lichtegg, Lölling Graben, Lölling Schattseite, Lölling Sonnseite, Obersemlach, Semlach, St. Johann am Pressen, St. Martin am Silberberg, Stranach, Unterwald, Waitschach, Zosen
- Klein Sankt Paul (2.195)
  - Buch, Drattrum, Dullberg, Filfing, Grünburg, Katschniggraben, Kirchberg, Kitschdorf, Klein St. Paul, Maria Hilf, Mösel, Müllergraben, Oberwietingberg, Prailing, Prailing, Raffelsdorf, Sittenberg, Unterwietingberg, Wietersdorf, Wietersdorf, Wieting
- Liebenfels (3.273)
  - Bärndorf, Beißendorf, Eggen I, Eggen II, Freundsam, Gasmai, Glantschach, Gößeberg, Graben, Gradenegg, Grassendorf, Grund, Hardegg, Hart, Hoch-Liebenfels, Hohenstein, Kraindorf, Kulm, Ladein, Lebmach, Liebenfels, Liemberg, Lorberhof, Mailsberg, Metschach, Miedling, Moos, Pflausach, Pflugern, Pulst, Puppitsch, Radelsdorf, Rasting, Reidenau, Rohnsdorf, Rosenbichl, Sörg, Sörgerberg, St. Leonhard, Tschadam, Waggendorf, Wasai, Weitensfeld, Woitsch, Zmuln, Zojach, Zwattendorf, Zweikirchen
- Metnitz (2.450)
  - Auen, Feistritz, Felfernigthal, Grades, Klachl, Laßnitz, Maria Höfl, Marienheim, Metnitz, Mödring, Oberalpe, Oberhof Schattseite, Oberhof Sonnseite, Preining, Schnatten, Schwarzenbach, Teichl, Unteralpe, Vellach, Wöbring, Zanitzberg, Zwatzhof
- Weitensfeld im Gurktal (2.474)
  - Ading, Aich, Altenmarkt, Bach (Zweinitz), Braunsberg, Brunn (Zweinitz), Dalling, Dielach, Dolz, Edling, Engelsdorf, Grabenig, Grua, Hafendorf, Hardernitzen, Hundsdorf, Kaindorf, Kleinglödnitz, Kötschendorf, Kraßnitz, Lind, Massanig, Mödring, Mödritsch, Nassing, Niederwurz, Oberort, Planitz, Psein, Reinsberg, Sadin, St. Andrä, Steindorf, Traming, Tschriet, Weitensfeld, Wullroß, Wurz, Zammelsberg, Zauchwinkel, Zweinitz

### Các đô thị
- Deutsch-Griffen (1.023)
  - Albern, Arlsdorf, Bach, Bischofsberg, Brunn, Deutsch Griffen, Faulwinkel, Gantschach, Göschelsberg, Graben, Gray, Hintereggen, Hochrindl, Leßnitz, Meisenberg, Messaneggen, Mitteregg, Oberlamm, Pesseneggen, Ratzendorf, Rauscheggen, Sand, Spitzwiesen, Tanzenberg, Unterlamm
- Frauenstein (3.528)
- Glödnitz (1.004)
  - Altenmarkt, Bach, Brenitz, Eden, Flattnitz, Glödnitz, Grai, Hohenwurz, Jauernig, Kleinglödnitz, Laas, Lassenberg, Moos, Rain, Schattseite, Torf, Tschröschen, Weißberg, Zauchwinkel
- Kappel am Krappfeld (2.107)
  - Boden, Dobranberg, Dürnfeld, Edling, Freiendorf, Garzern, Gasselhof, Geiselsdorf, Gölsach, Grillberg, Gutschen, Haide, Haidkirchen, Kappel am Krappfeld, Krasta, Krasta, Landbrücken, Latschach, Lind, Mannsberg, Mauer, Möriach, Muschk, Oberbruckendorf, Passering, Pölling, Poppenhof, Rattenberg, Schöttlhof, Silberegg, St. Florian, St. Klementen, St. Martin am Krappfeld, St. Willibald, Unterbergen, Unterpassering, Unterstein, Windisch, Zeindorf
- Micheldorf (1.201)
  - Gasteige, Gaudritz, Gulitzen, Hirt, Lorenzenberg, Micheldorf, Ostrog, Ruhsdorf, Schödendorf, Schödendorf
- Mölbling (1.273)
  - Bergwerksgraben, Breitenstein, Brugga, Dielach, Drasenberg, Eixendorf, Gaming, Gerach, Gratschitz, Gunzenberg, Kogl, Mail, Meiselding, Mölbling, Pirka, Rabing, Rastenfeld, Ringberg, St. Kosmas, St. Stefan am Krappfeld, Stein, Stein, Stoberdorf, Straganz, Treffling, Tschatschg, Unterbergen, Unterdeka, Wattein, Welsbach
- Sankt Georgen am Längsee (3.551)
  - Bernaich, Dellach, Drasendorf, Fiming, Fiming, Garzern, Goggerwenig, Goggerwenig, Gösseling, Hochosterwitz, Kreutern, Krottendorf, Labon, Launsdorf, Maigern, Mail-Süd, Niederosterwitz, Pirkfeld, Podeblach, Pölling, Rain, Reipersdorf, Rottenstein, Scheifling, Siebenaich, St. Georgen am Längsee, St. Martin, St. Peter, St. Sebastian, Stammerdorf, Taggenbrunn, Thalsdorf, Töplach, Tschirnig, Unterbruckendorf, Unterlatschach, Weindorf, Wiendorf, Wolschart

(dân số theo điều tra năm 2001)
| edit | Các thành phố và huyện (Bezirke) của Kärnten | Flag of Austria |
| \| \| Klagenfurt am Wörthersee \\| Villach Feldkirchen \\| Hermagor \\| Klagenfurt-Land \\| Spittal an der Drau \\| St. Veit an der Glan \\| Villach-Land \\| Völkermarkt \\| Wolfsberg \| | |                 |
| Carinthia map | Klagenfurt am Wörthersee \| Villach Feldkirchen \| Hermagor \| Klagenfurt-Land \| Spittal an der Drau \| St. Veit an der Glan \| Villach-Land \| Völkermarkt \| Wolfsberg |                 |